# Pterygascidia inversa
Pterygascidia inversa is een zakpijpensoort uit de familie van de Agneziidae. De wetenschappelijke naam van de soort werd in 1991 voor het eerst geldig gepubliceerd door het echtpaar Claude en Françoise Monniot.